# 左右田金作

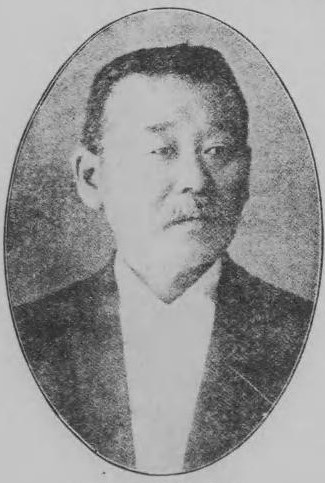
左右田金作

左右田 金作（そうだ きんさく、1849年11月23日（嘉永2年10月9日） - 1915年（大正4年）3月26日）は、幕末から大正時代の政治家、実業家、銀行家。貴族院多額納税者議員。開港した横浜で両替商を始めて成功し、銀行を興した。

## 経歴
越後の豪農を祖とする左右田金兵衛の二男として、上野国緑野郡鬼石村（群馬県緑野郡鬼石町、多野郡鬼石町を経て現藤岡市鬼石）に生まれる。左右田信二郎の義兄。1872年（明治5年）1月、分家する。
高崎の染絹問屋、鬼石の酒造業者などで奉公したのち、1863年（文久3年）13歳の時、横浜に移り、蚕糸商中里商店で働いたが製糸家を目指して帰郷するも種紙の製造に失敗し、再び横浜に出て、空びん回収や露天商で糊口をしのぐうち、衣類の質入れで作った金で1867年に両替商（ドル屋）「松野屋」を開く。1876年、生糸相場が暴騰する一方、洋銀（メキシコドル）が暴落し、一獲千金で巨利を得、横浜近郷に土地を買って貸家業で資産を増やした。
1873年（明治6年）、ドル屋仲間の西村喜三郎、田中平八らとともに横浜洋銀取引所を創立して肝煎となり、東京に株式仲介所を開く。1887年には利根運河会社を創立。
1890年（明治23年）横浜市会議員に当選。1892年（明治25年）には茂木惣兵衛と日本絹綿紡績会社を設立、同年絹糸紡績工場を橘樹郡保土ケ谷町に設け本社を横浜に置き、同社長に就任した。ついで1895年（明治28年）左右田銀行を設立、1900年に左右田貯蓄銀行を設立し頭取となる。1905年には西村喜三郎らと横浜商品倉庫を設立し、社長を務める。ほか、神奈川県会議員、横浜商業会議所常務委員、左右田貯蓄銀行、利根運河各取締役などを歴任した。
1906年（明治39年）神奈川県多額納税者として補欠選挙で貴族院議員に互選され、同年9月29日から翌年の7月6日まで在任した。墓所は横浜市蓮光寺。

## 栄典
勲章等
- 1907年（明治40年） - 勲四等瑞宝章[2]

## 親族
- 長男：左右田喜一郎 (1881-) ‐ 貴族院多額納税者議員[2][6]
- 長女・静（1883-） ‐ 入婿の左右田棟一 (1876-1968)は鈴木達治の弟で、東京帝国大学法科大学卒業後、金作が築いた左右田財閥各社の重役を務めた。[11]
  - 長男・武夫（1904-）[11]
    - 長男・宗夫 ‐ 横浜新港倉庫監査役[12]。同社は横浜倉庫、横浜船渠倉庫、横浜貿易倉庫と金作が創業した横浜商品倉庫の4社が共同出資で1918年に設立した会社で[13]、1939年に棟一が株式を取得して社長となった[14]。
    - 二男・照夫 ‐ 横浜新港倉庫代表取締役会長[12]

  - 二男・俊夫（1919-）[11]
    - 二男・文夫 ‐ 横浜新港倉庫代表取締役社長であったが、2007年に従兄弟である宗夫と照夫に解任させられた。[12]

  - 長女・智恵子（1905-） ‐ 志賀重昂の長男・富士男の妻。[11]
  - 四女・秀子（1914-） ‐ 吉原慎一郎の妻。[15]
- 三男・左右田徳郎（1894-） ‐ 東京帝国大学理学部教授。岳父に藤沢利喜太郎。[16]